# Episodi di George e Mildred (terza stagione)
La terza stagione della serie televisiva George e Mildred è andata in onda sulla rete ITV dal 7 settembre al 12 ottobre 1978. In Italia, la stagione è andata in onda su Rai 2 dal 26 ottobre al 2 novembre 1979.
| n° | Titolo originale       | Titolo italiano             | Prima TV Regno Unito | Prima TV Italia  |
| -- | ---------------------- | --------------------------- | -------------------- | ---------------- |
| 1  | Opportunity Knocks     | Colombi e salamandre        | 7 settembre 1978     | 26 ottobre 1979  |
| 2  | And so to Bed          | Il mio letto per un cavallo | 14 settembre 1978    | 29 ottobre 1979  |
| 3  | I Believe in Yesterday | Evasioni parallele          | 21 settembre 1978    | 30 ottobre 1979  |
| 4  | The Four Letter Word   | Tutto sulle sue spalle      | 28 settembre 1978    | 31 ottobre 1979  |
| 5  | The Delivery Man       | Chiamiamolo George          | 5 ottobre 1978       | 1º novembre 1979 |
| 6  | Life with Father       | Vita col padre              | 12 ottobre 1978      | 2 novembre 1979  |

## Colombi e salamandre
- Titolo originale: Opportunity Knocks
- Diretto da: Peter Frazer-Jones
- Scritto da: Johnnie Mortimer, Brian Cooke

### Trama
Mildred cerca di entrare nella vita sociale del quartiere e invita 40 signore a un tè mattutino, ma si presenta solo Ann Fourmile, che è incinta del tanto desiderato secondo figlio. Intanto Jerry, l'amico di George, gli propone un investimento sicuro e redditizio: l'allevamento dei piccioni. Per iniziare occorrerebbe però qualche migliaio di sterline, e visto che George non le possiede e non riesce a mettere mano ai soldi di Mildred, per reperirle ha la bella idea di mettere in vendita la casa.

## Il mio letto per un cavallo
- Titolo originale: And so to Bed
- Diretto da: Peter Frazer-Jones
- Scritto da: Johnnie Mortimer, Brian Cooke

### Trama
Il letto di George e Mildred si rompe, così i due si recano in un negozio per acquistarne uno nuovo. Purtroppo il costo è elevato, e a causa di una rata non pagata in passato, i Roper non possono più acquistare merce a rate. L'unica speranza è nella giocata effettuata da George su di una Corsa Tris di cavalli.

## Evasioni parallele
- Titolo originale: I Believe in Yesterday
- Diretto da: Peter Frazer-Jones
- Scritto da: Johnnie Mortimer, Brian Cooke

### Trama
La madre di Mildred viene in visita, e le porta una lettera giunta dagli Stati Uniti. Un ex militare chiede notizie di Mildred, che durante la seconda guerra mondiale prestava servizio volontario presso lo spaccio di una base aerea. Mildred è eccitata all'idea di incontrarsi con lui, e scatena una crisi di gelosia di George, il quale, per ripicca, rispolvera una vecchia agendina e chiama al telefono un'amica di gioventù, per combinare a sua volta un incontro.

## Tutto sulle sue spalle
- Titolo originale: The Four Letter Word
- Diretto da: Peter Frazer-Jones
- Scritto da: Johnnie Mortimer, Brian Cooke

### Trama
George si ostina a non cercare lavoro, accontentandosi del sussidio di disoccupazione. Il cognato Humphrey gli offre un lavoro nella sua fabbrica di lavorazione delle frattaglie, che George rifiuta; anche Jeffrey Fourmile, su esortazione della moglie Ann, gliene offre uno: un lavoro di responsabilità, nel quale George avrà "tutto sulle sue spalle".

## Chiamiamolo George
- Titolo originale: The Delivery Man
- Diretto da: Peter Frazer-Jones
- Scritto da: Johnnie Mortimer, Brian Cooke

### Trama
Ann Fourmile è al termine della gravidanza. Improvvisamente, con qualche giorno di anticipo, le vengono le doglie, ma il marito Jeffrey è via di casa per lavoro e nessun taxi è disponibile, dunque l'unico modo per essere trasportata in ospedale è quello di andarci con il sidecar di George.

## Vita col padre
- Titolo originale: Life with Father
- Diretto da: Peter Frazer-Jones
- Scritto da: Johnnie Mortimer, Brian Cooke

### Trama
La casa dove abita il padre di George è in demolizione, e George lo accompagna in un pensionato per anziani. Abituarsi alle regole imposte non è però facile, soprattutto perché il padre di George tiene con sé un furetto, così un bel giorno fugge e si presenta a casa dei Roper.